# Stazione di Macomer (ARST)
La stazione ARST di Macomer è una stazione ferroviaria dell'ARST a servizio del comune di Macomer, capolinea delle ferrovie per Nuoro e per Bosa (quest'ultima turistica).

## Storia

La stazione nel febbraio 1935, durante l'inaugurazione delle automotrici Emmine delle allora FCS, i primi rotabili a trazione termica entrati in servizio nella storia ferroviaria sarda

L'abitato di Macomer venne raggiunto dai binari della Compagnia Reale delle Ferrovie Sarde nel 1880, durante la costruzione della principale linea ferroviaria della Sardegna, la Cagliari-Golfo Aranci. Tuttavia le pressanti richieste dei territori non collegati dalla rete a scartamento ordinario delle Ferrovie Reali portarono alla realizzazione delle cosiddette linee secondarie nel decennio successivo. Tra queste furono realizzate due linee a scartamento ridotto nel centro Sardegna, la Macomer-Nuoro e la Macomer-Bosa, entrambe aventi come capolinea Macomer.
Il centro del Marghine era già dotato di una stazione ferroviaria, quella inaugurata nel 1880 dalle Ferrovie Reali, ma la Società italiana per le Strade Ferrate Secondarie della Sardegna, incaricata di realizzare e gestire le ferrovie della rete secondaria, decise di costruire una propria stazione a Macomer, situata all'altro capo della piazza dove sorgeva lo scalo delle Reali, piazza in seguito nota come piazza Due Stazioni. È il 26 dicembre 1888 quando vengono inaugurate la Macomer-Bosa e la Macomer-Tirso (primo tronco della linea per Nuoro, che sarà poi completata due mesi dopo), e quel giorno i convogli delle SFSS raggiunsero lo scalo delle secondarie di Macomer, che fu designato anche come sede di uno dei depositi delle linee SFSS del centro Sardegna.

La stazione danneggiata dopo i bombardamenti alleati del 1943

Nonostante la decisione di costruire una nuova stazione invece di attrezzare il vicino scalo delle Reali per accogliere i treni a scartamento ridotto, poco tempo dopo l'apertura dello scalo venne stretto un accordo tra le due amministrazioni ferroviarie operanti a Macomer che permetteva ai convogli delle Secondarie di entrare nella stazione di Macomer Reali. Venne quindi realizzato un breve raccordo (220 metri) a scartamento ridotto tra le due stazioni, posto sotto l'amministrazione del Dirigente Movimento della stazione SFSS, raccordato col binario a scartamento ridotto costruito per l'occasione nella stazione delle Reali. La realizzazione fece perdere di fatto la caratteristica di stazione terminale allo scalo SFSS, sebbene all'epoca solo i treni merci lasciassero lo scalo in direzione dell'altra stazione macomerese.
Nel 1921 la stazione, come tutta la rete SFSS, passò alle Ferrovie Complementari della Sardegna. Il fatto significò anche il cambio di abitudini nel modo di chiamare la stazione, che per anni fu quindi nota come Macomer FCS o Macomer Complementari, per distinguerla dalla stazione delle ex Ferrovie Reali di Macomer passata nel frattempo alle Ferrovie dello Stato. Tuttavia entrambe le stazioni ufficialmente portano solo il nome della città. Le FCS inoltre, introducendo le prime automotrici Diesel nella propria rete a metà degli anni trenta, iniziarono a far percorrere il raccordo Macomer FCS-Macomer FS anche ai treni passeggeri che utilizzavano questo tipo di rotabili, fatto che portò progressivamente a spostare il capolinea di molte corse delle Complementari da e per Nuoro e Bosa nella stazione FS, il cui fascio binari a scartamento ridotto era stato nel frattempo ampliato. L'importanza degli impianti ferroviari di Macomer e la loro strategicità come punto di interconnessione tra la rete principale e secondaria dell'isola fu una delle cause che portarono al bombardamento delle due stazioni cittadine nel 1943, fatto che provocò gravi danni alle infrastrutture delle FCS.

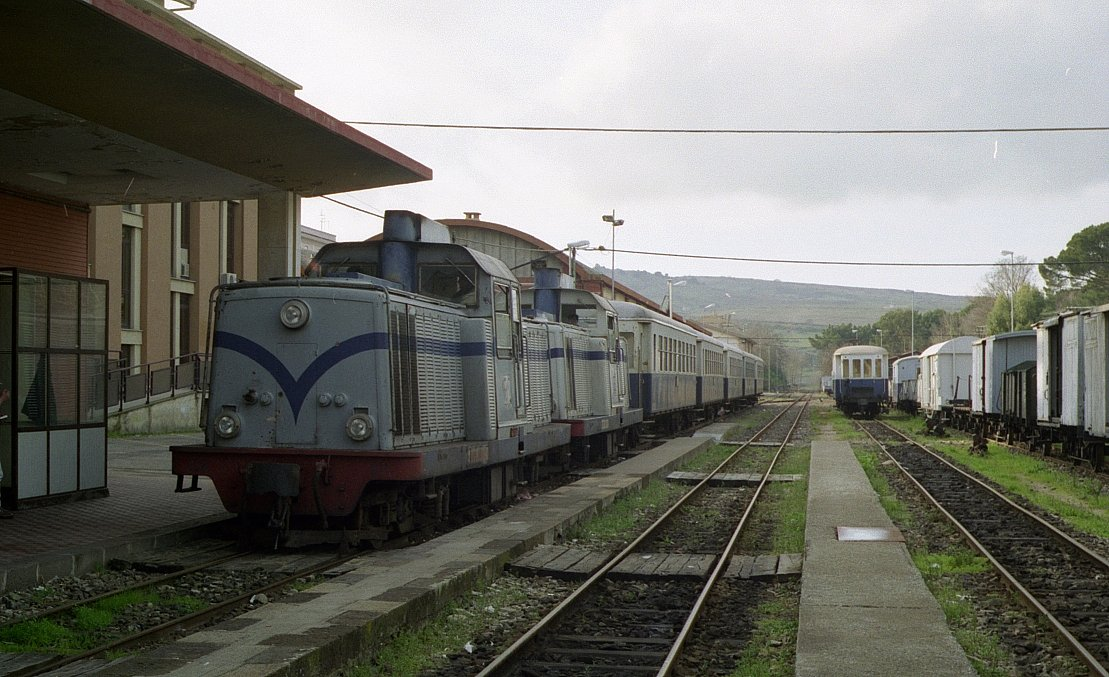
L'interno del piazzale della stazione prima del rinnovamento degli anni 2010.

Riparati i danni della guerra la stazione riprese la normale attività e fu dotata di un nuovo fabbricato viaggiatori in luogo dell'originale. Col passare degli anni tuttavia le FCS diminuirono il numero di corse aventi come capolinea Macomer FS, fatto che riportò molti treni delle Complementari ad avere nella stazione il loro capolinea.
Dal 1981 al 1982 la stazione ospitò solo i treni della linea per Nuoro, essendo stata chiusa la linea per Bosa (poi riaperta al traffico solo sino a Tresnuraghes), inoltre nel 1989 le FCS si fusero con le Strade Ferrate Sarde, dando vita alle Ferrovie della Sardegna (dal 2008 ARST Gestione FdS), che divennero il gestore dello scalo. Lo scalo FdS di Macomer riacquistò man mano il ruolo di naturale capolinea dei treni per Nuoro, visto che i treni passeggeri raggiungevano Macomer FS solo su richiesta, possibilità in seguito tolta definitivamente ai viaggiatori.

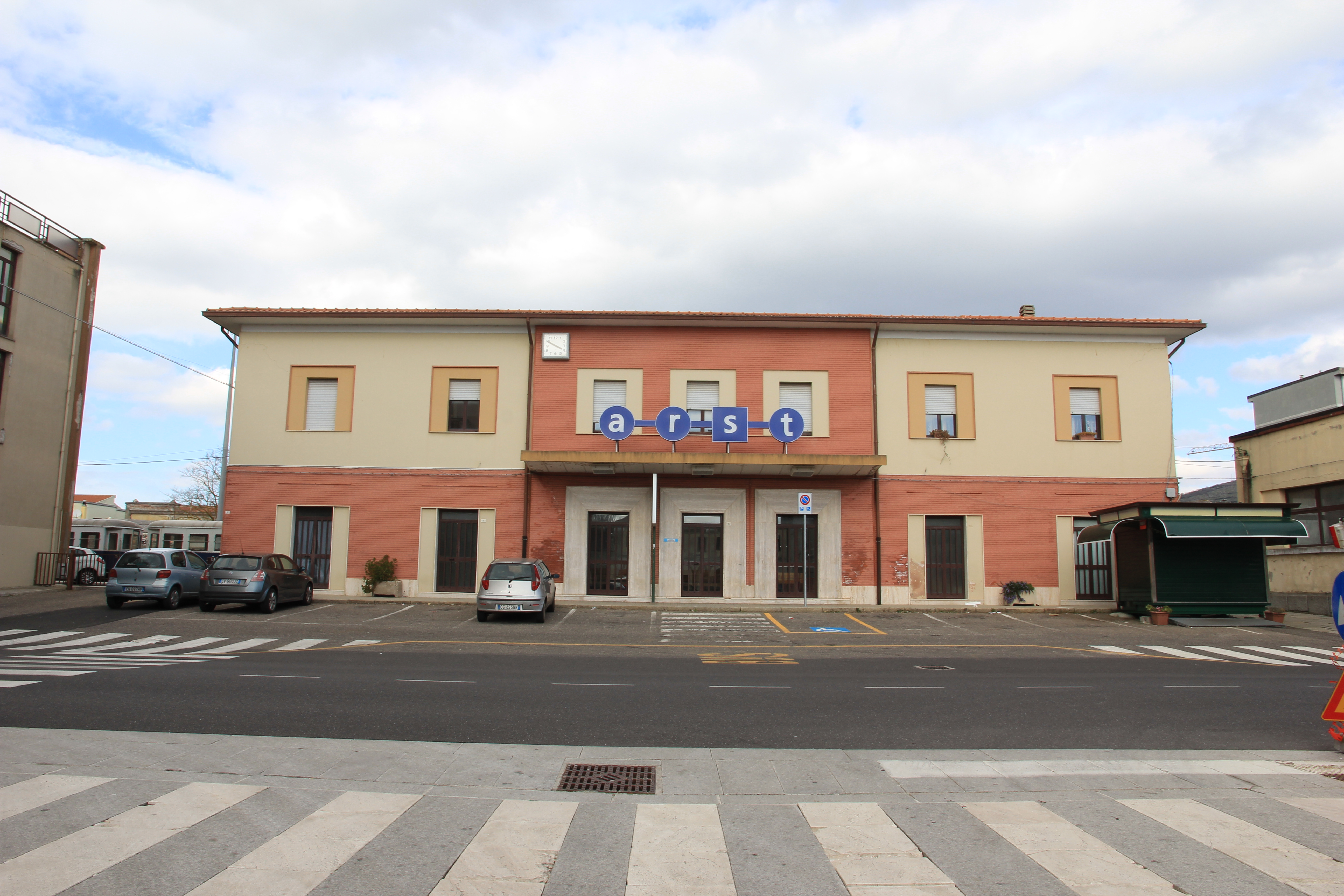
Il fabbricato viaggiatori visto da piazza Due Stazioni: l'ARST assunse la gestione dell'impianto nel 2010

Nel 1997 l'intera Macomer-Bosa Marina venne chiusa al traffico ordinario e riconvertita a ferrovia turistica, fatto che portò alla riduzione del numero dei treni in transito per la stazione. In quegli stessi anni la progressiva dismissione del trasporto merci da parte delle FdS portò al completo abbandono del raccordo per la stazione delle Ferrovie dello Stato, smantellato poi nel 2006. Nel 2010 la gestione della stazione passò all'ARST, in seguito alla fusione della stessa con l'ARST Gestione FdS; sempre in quell'anno furono avviati lavori di riqualificazione della stazione e delle infrastrutture connesse al servizio viaggiatori, coincidenti con la chiusura per quasi due anni della Macomer-Nuoro, sottoposta a lavori di sostituzione dell'armamento in quel periodo.

## Strutture e impianti

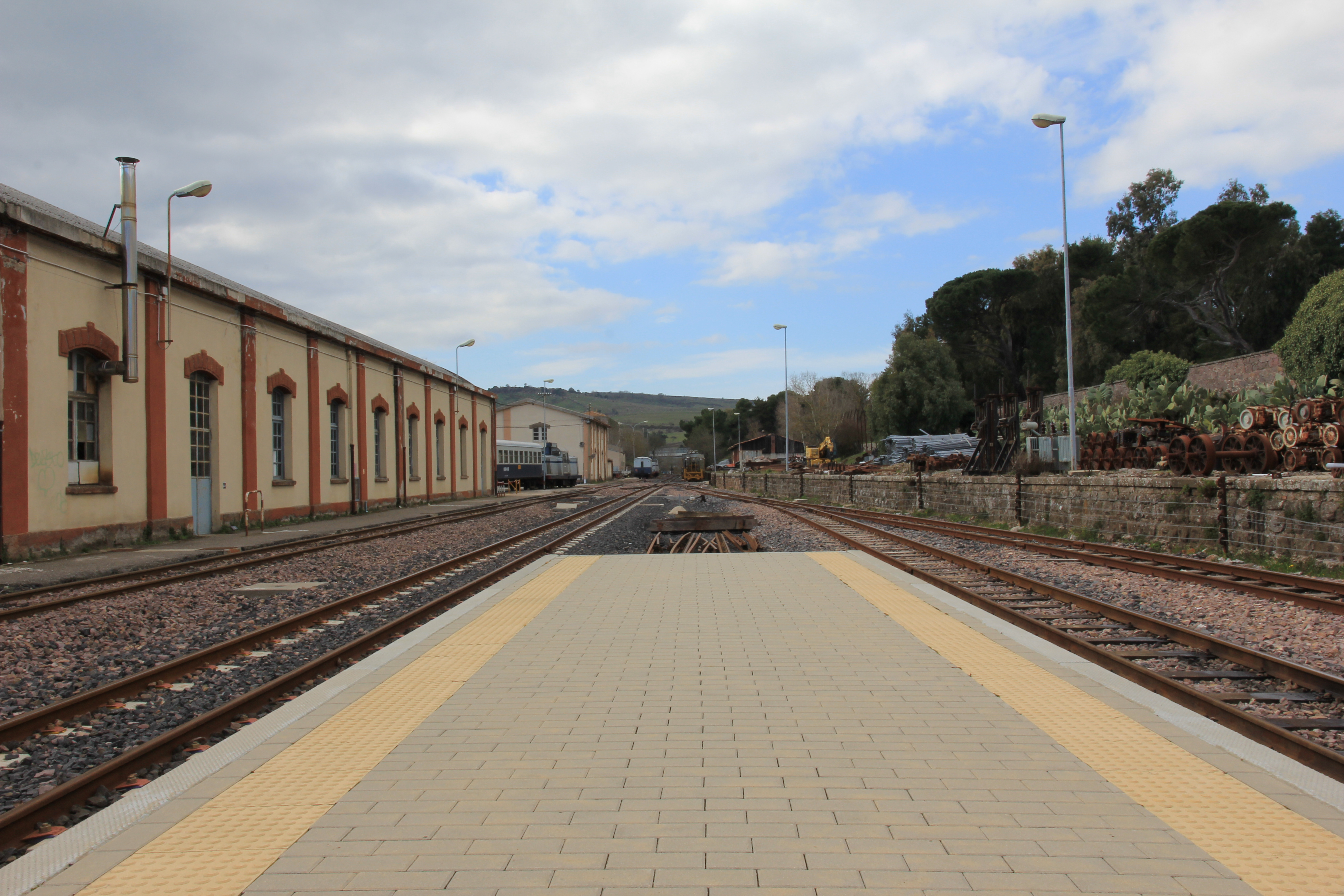
I binari in uscita dalla stazione in direzione Bosa (a sinistra) e Nuoro (a destra)

La stazione è costruita come scalo di testa delle ferrovie per Nuoro e Bosa Marina, e presenta all'interno del suo piazzale circa quindici binari, tutti a scartamento da 950 mm: per il servizio viaggiatori sono attrezzati tre binari posti davanti al fabbricato viaggiatori, di cui il primo costituisce il binario di corretto tracciato per Bosa ed il secondo per Nuoro: per l'accesso ai treni sono inoltre presenti due banchine in quest'area (una per il binario uno e l'altra compresa tra i binari due e tre) con pensiline e panchine. Parallelamente a questi tre binari ne è presente un quarto, da cui se ne dirama uno ulteriore in direzione est: questi due binari terminano all'interno della principale rimessa rotabili dell'impianto, raggiunta anche da due tronchini che si diramano dalla parte terminale dei binari due e tre.

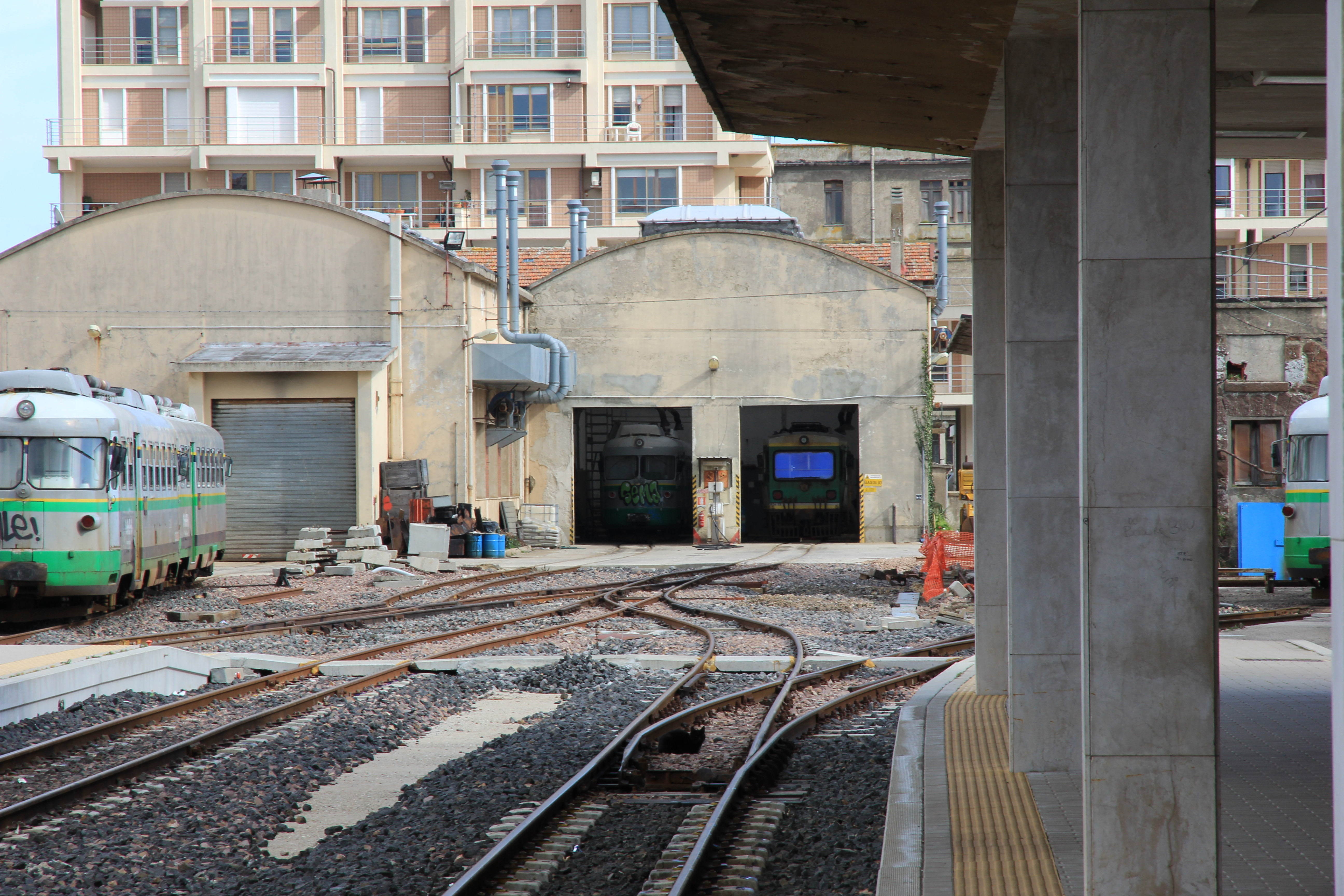
Le principali rimesse rotabili dell'impianto

Il binario uno prosegue oltre l'area viaggiatori verso est terminando a sud delle rimesse, interrompendosi poco prima dell'ex passaggio a livello di Corso Umberto I: sino agli anni duemila il binario anziché terminare in quest'area proseguiva oltre in direzione Macomer RFI, in cui era presente un piazzale a scartamento ridotto per l'interscambio merci e passeggeri tra le due amministrazioni ferroviarie. Sempre dal binario uno si diramano un tronchino parallelo alla rimessa rotabili, ed un binario che conduce ad un'area di rimessaggio in cui sono presenti anche un magazzino dagli accessi rialzati ed un secondo tronchino che porta all'interno di un'ulteriore rimessa rotabili.
Ad ovest del fabbricato viaggiatori si trovano le locali officine ferroviarie, le uniche per le linee ARST del centro Sardegna: il capannone per la manutenzione dei rotabili è raggiunto da due tronchini che si diramano dal binario uno, uno dei quali attraversa anche la piattaforma girevole della stazione, mentre l'altro permette, tramite un piccolo ponte trasbordatore, l'accesso a due ulteriori binari tronchi e ad un ulteriore ingresso del locale officine. Infine due ulteriori tronchini si diramano dal binario uno nella parte più a ovest della stazione. 

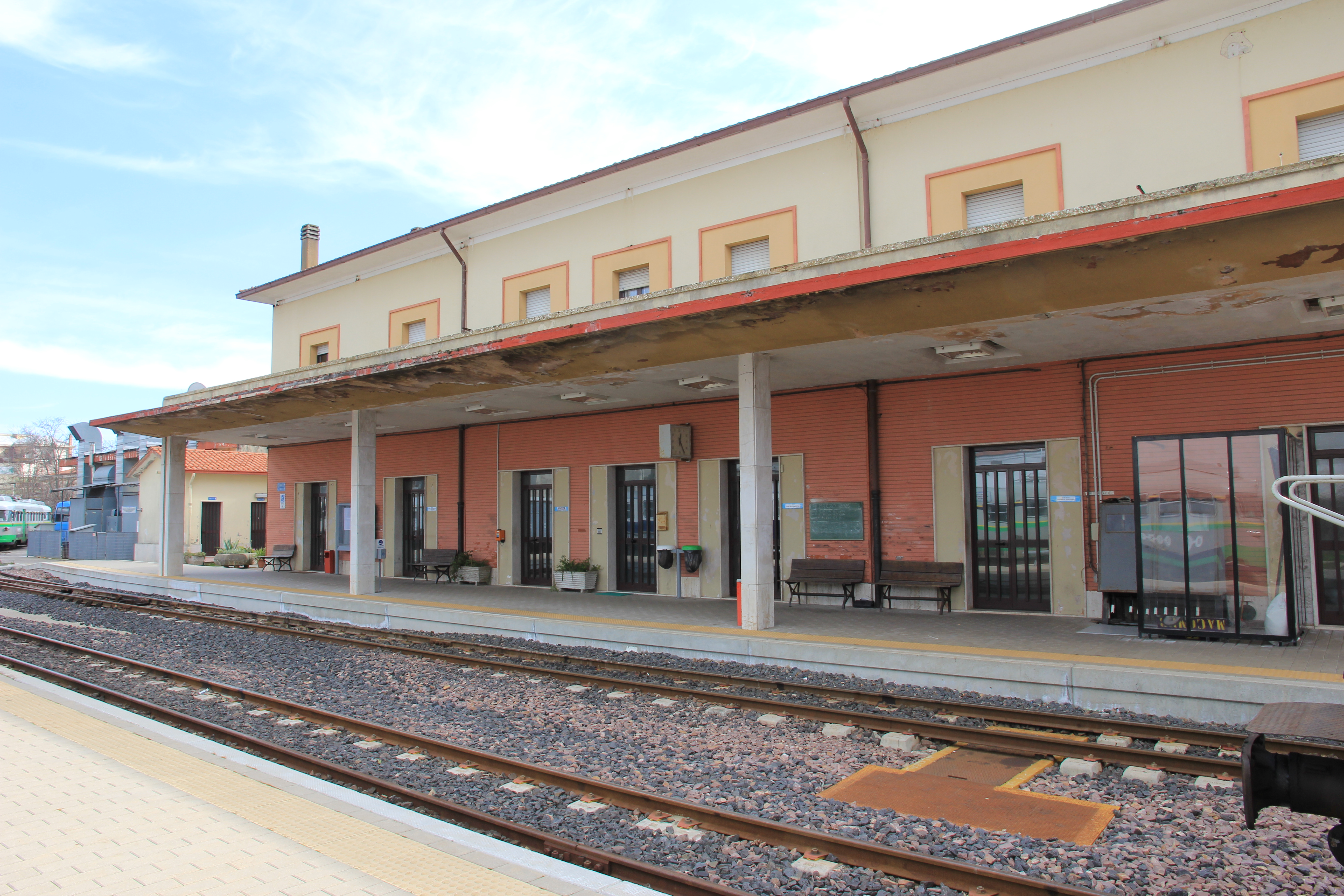
Il fabbricato viaggiatori, in cui sono presenti una biglietteria ed una sala d'attesa

Nella parte nord-ovest dell'impianto si trova il piano caricatore dello scalo, in disuso stante la cessazione del servizio merci durante la gestione FdS. La configurazione binari è frutto dei lavori portati avanti a inizio anni dieci, che hanno leggermente mutato la configurazione precedente dell'impianto.
La stazione è dotata di numerosi edifici di servizio posti lungo il perimetro dell'impianto ospitando una delle tre sedi ferroviarie dell'ARST: oltre ai locali per il rimessaggio e la manutenzione dei rotabili sono presenti vari magazzini, degli uffici e altri edifici in uso per le finalità di servizio. Il fabbricato viaggiatori dell'impianto è invece una costruzione a due piani più tetto a falde in laterizi, avente pianta rettangolare e con sette accessi sui lati maggiori. Presente anche un piccolo edificio che ospita le ritirate, mentre tra il fabbricato viaggiatori e le officine si trova una palazzina a tre piani che ospita la direzione dell'attività ferroviaria dell'ARST nel centro Sardegna.

## Movimento

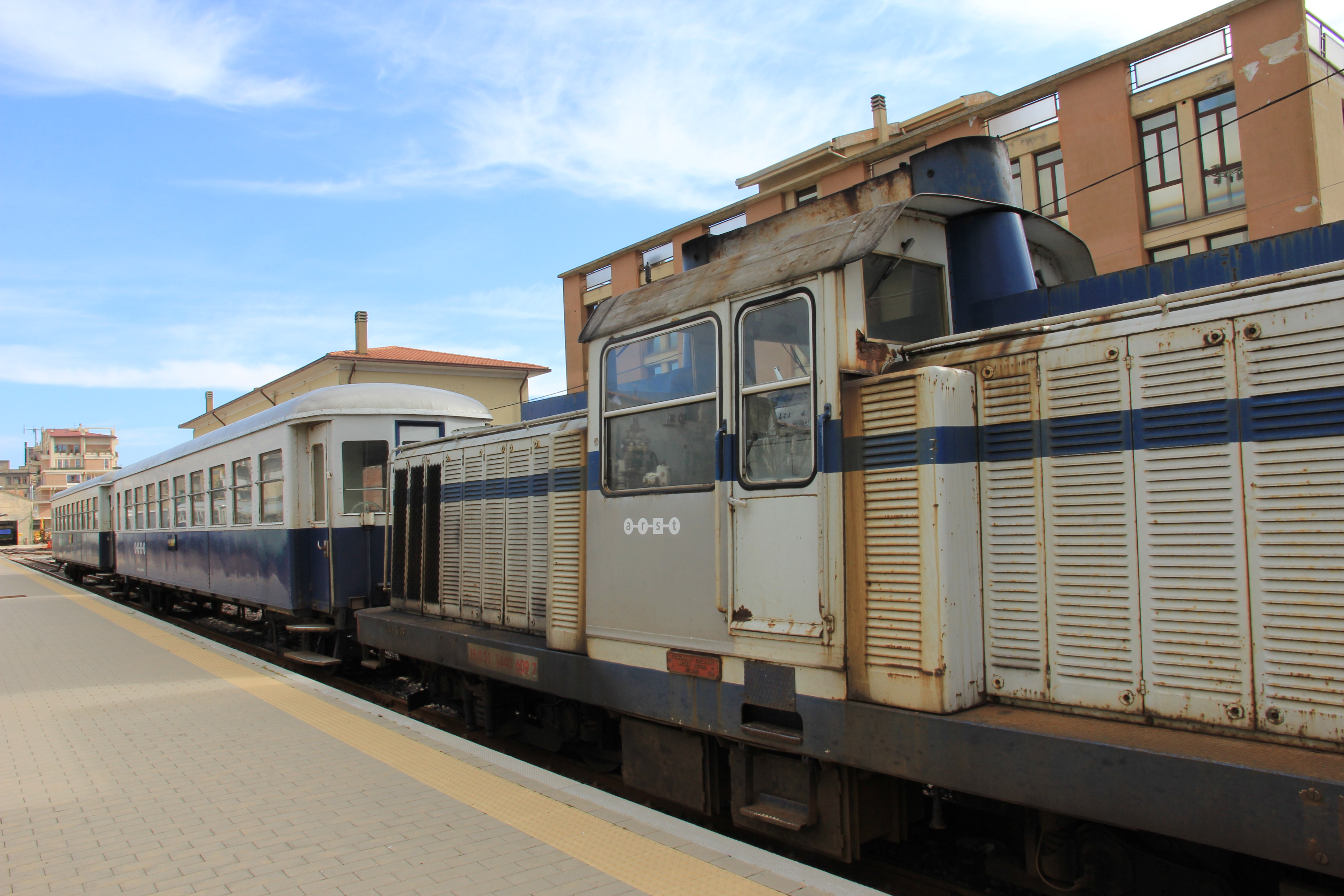
Locomotore LDe con carrozze V2 dell'ARST al'interno dello scalo. Sullo sfondo la palazzina degli uffici della sede ferroviaria ARST di Macomer

Dal punto di vista delle relazioni lo scalo è servito tutto l'anno dai convogli dell'ARST da e per Nuoro (alcuni aventi capolinea a Bolotana e nella stazione di Iscra): sulla linea verso il capoluogo provinciale tuttavia non viaggiano treni nelle domeniche e nei festivi, sostituiti da alcune autocorse sostitutive.
Dalla stazione partono inoltre i treni della linea turistica del Trenino Verde per Bosa Marina, attiva d'estate secondo un calendario che varia di anno in anno o percorribile dai turisti su prenotazione durante tutto l'anno.

## Servizi
Nella stazione sono ospitati alcuni servizi all'utenza, tra cui una biglietteria a sportello ed una sala d'attesa.
- Biglietteria a sportello
- Sala d'attesa
- Servizi igienici

## Interscambi

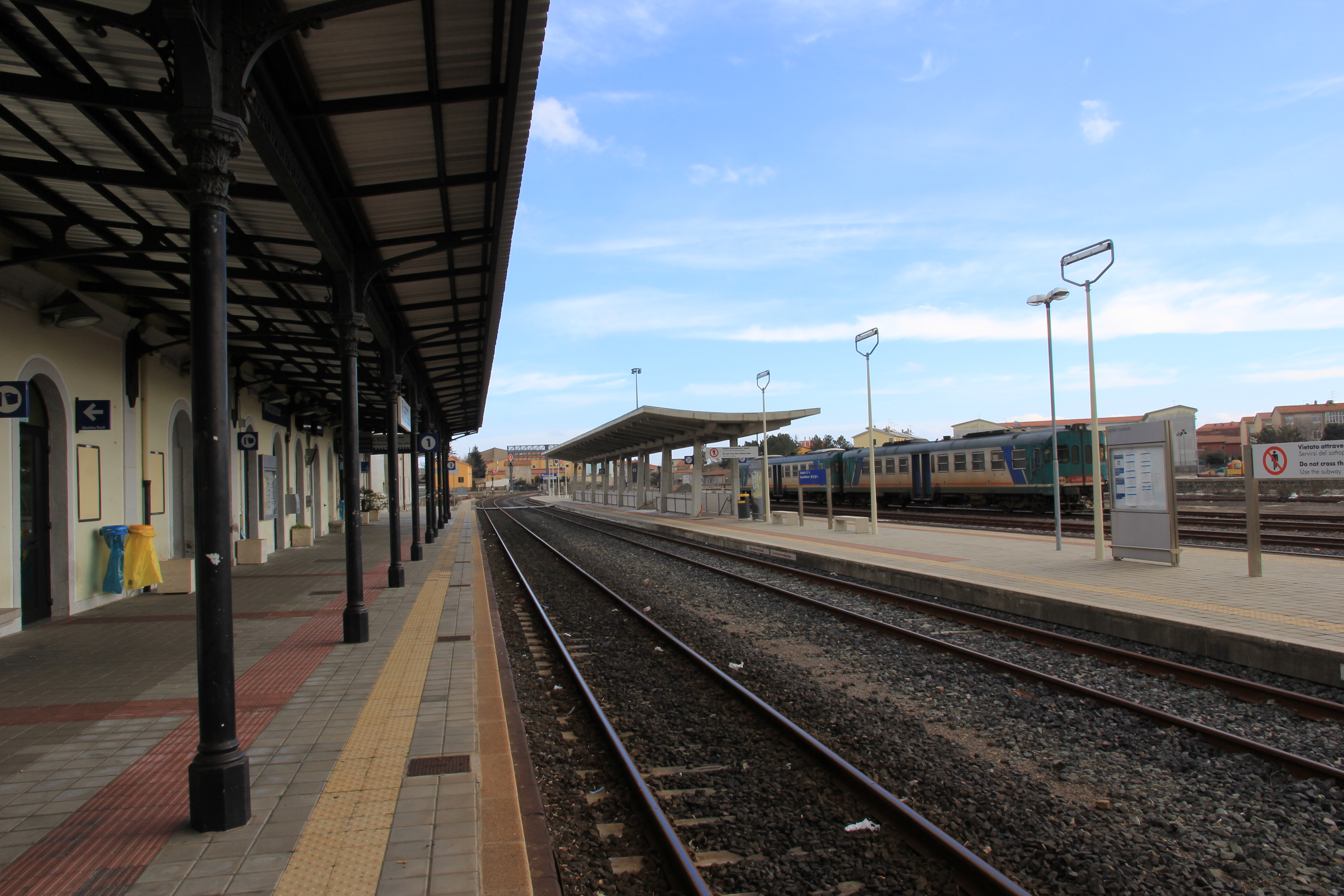
Interno della vicina stazione RFI di Macomer: i due scali macomeresi furono collegati da un raccordo a scartamento ridotto sino al 2006

Vari gli altri vettori attivi nei pressi dello scalo: la vicina stazione RFI è collegata con i comuni attraversati dalla Dorsale Sarda e dalla sua diramazione per Sassari e Porto Torres, è quindi possibile raggiungere tra le altre Cagliari, Olbia, Sassari, Golfo Aranci e Porto Torres. Il fatto che gli orari di alcuni treni ARST e Trenitalia siano posti in coincidenza facilita inoltre l'interscambio, nonostante i mezzi ARST non sostino più nello scalo RFI.
Nei pressi della stazione ferroviaria l'ARST ha inoltre il capolinea del proprio servizio di autolinee, che permettono il collegamento con altre zone di Macomer e con vari paesi del circondario (alcune linee partono tuttavia dalla piazza dove si trovano le stazioni ferroviarie). Infine le autolinee Deplanu permettono di raggiungere l'aeroporto di Alghero-Fertilia dalle vicinanze dello scalo.
- Stazione di Macomer (RFI)
- Fermata autobus